# Virgin (альбом Лорд)
Virgin — четвёртый студийный альбом новозеландской певицы и автора песен Лорд, который вышел 27 июня 2025 года под лейблом Universal. Альбом знаменует собой первый полноформатный релиз Лорд за четыре года после Solar Power 2021 года. Ему предшествовали синглы «What Was That», «Man of the Year» и «Hammer». Альбом будет поддерживаться предстоящим туром Ultrasound World Tour.

## Предыстория
Лорд выпустила свой третий студийный альбом Solar Power в августе 2021 года, получив противоречивые отзывы музыкальных критиков и публики. В письме, отправленном поклонникам через рассылку по электронной почте в 2022 году, певица заявила, что реакция на альбом временами была «очень болезненной» и «сбивающей с толку». Она также сказала, что извлекла из этого много уроков. В июле 2022 года на своем шоу в Roundhouse в Лондоне Лорд сказала публике, что она приближается к написанию гимновых поп-песен, заявив, что «бэнгер всегда будет на горизонте». В следующем году Лорд сказала Ensemble, что у нее «внутри нее горит свет», и что она хочет «двигаться как можно быстрее», чтобы выпустить свой предстоящий альбом, отказавшись от своих обычных длинных промежутков времени между выпуском альбомов.
В марте 2023 года Лорд была объявлена хедлайнером ряда фестивалей в Европе. Во время этих фестивалей певица начала исполнять переработанные версии песен из своей дискографии, которые включали включение большего количества электронных элементов в оригинальные гитарные мелодии Solar Power; она также исполнила две новые песни под предварительным названием «Invisible Ink» и «Silver Moon» на фестивале Boardmasters Festival в Великобритании. Она также выступала на All Together Now в Ирландии, Øyafestivalen в Норвегии, Flow Festival в Финляндии, Сигет в Венгрии и Paredes de Coura Festival в Португалии. Выступления на этих фестивалях получили широкое признание критиков. Эту серию выступлений Лорд окрестила «изданием ночного видения» тура Solar Power Tour.
В электронном письме, отправленном поклонникам позднее в том же году, певица заявила, что она «снова живет с разбитым сердцем», что публикации интерпретировали как указание на разрыв с американским музыкальным руководителем Джастином Уорреном, факт, который она подтвердила в профильном интервью Rolling Stone. Она также рассказала о проблемах со здоровьем, связанным с кишечником и кожей. В апреле 2024 года Лорд записала кавер-версию песни «Take Me to the River» — первоначально написанной американским соул-певцом Элом Грином в 1974 году, но перепетой американской рок-группой Talking Heads в 1978 году — для трибьют-альбома Everyone’s Getting Involved: A Tribute to Talking Heads' Stop Making Sense (2024). В июне 2024 года Лорд была представлена в ремиксе «Girl, So Confusing» английской певицы Charli XCX, взятом из ее студийного альбома Brat (2024). В своих куплетах Лорд обсуждала свои проблемы со здоровьем и образом тела. Ремикс, вошедший в альбом ремиксов Charli Brat and It’s Completely Different but Also Still Brat (2024), получил широкое признание критиков и был представлен в различных списках конца года и середины десятилетия, включая первые места в изданиях Exclaim!, The Independent и Clash.

## Запись
Лорд выступила сопродюсером альбома вместе с Джимом-И Стэком, а в написании песен и дополнительном продюсировании приняли участие Дев Хайнс, Дэн Нигро, Фабиана Палладино, Эндрю Аджед и Бадди Росс. Спайк Стент и Том Элмхерст были привлечены для сведения записи, а мастерингом занимался Крис Герингер. Расставаясь с Джеком Антоноффом, который был основным соавтором и продюсером альбомов Melodrama и Solar Power, Лорд заявила, что ей «просто нужно доверять, когда [ее] интуиция говорит ей продолжать двигаться», хотя она назвала Антоноффа «позитивным, поддерживающим соавтором».

## Название и обложка
Художественная работа, сфотографированная Хеджи Шином, представляет собой рентгеновский снимок таза с пряжкой ремня, молнией брюк и внутриматочной спиралью. Лорд сказала, что она считала рентгеновские снимки, МРТ и ультразвуковые методы получения изображения «техничными, но мистическими», и этот интерес побудил ее включить эмодзи с этой темой в текст с друзьями. Упомянув образы воды в ванне, льда, слюны и окон, певица-синестетик объявила в заявлении, что прозрачный — это «цвет» альбома, нацеленный на «полную прозрачность». Virgin был ее попыткой «создать документ», отражающий ее женственность, которую она описала как «сырую, первобытную, невинную, элегантную, открытую, духовную, мужественную».
Лорд намекнула на возможные значения названия с помощью скриншотов, опубликованных в ее Instagram, в которых обсуждается, что «virgin» может означать женщину, которая «не привязана к мужчине, […] которая является одной — в себе». Также предполагается, что термин произошел от объединения латинских слов мужчина (vir) и женщина (gyne), связывающих «virgin» с андрогинностью. Третье изображение связывает слово с чистотой, как в «virgin metals». Это значение было подкреплено Лорд в интервью, где она связывает это не с сексуальной чистотой, а с сущностью чего-то.

## Отзывы
| Совокупная оценка | Совокупная оценка |
| Источник          | Оценка            |
| ----------------- | ----------------- |
| AnyDecentMusic?   | 7.6/10            |
| Metacritic        | 81/100            |
| Оценки критиков   |                   |
| Источник          | Оценка            |
| AllMusic          | [ 2 ]             |
| The A.V. Club     | A                 |
| Clash             | 9/10              |
| Consequence       | B−                |
| The Guardian      | [ 36 ]            |
| The Independent   | [ 37 ]            |
| NME               | [ 38 ]            |
| Paste             | 8.5/10            |
| Pitchfork         | 7.6/10            |
| Rolling Stone     | [ 1 ]             |
| The Skinny        | [ 41 ]            |
| The Arts Desk     | [ 42 ]            |

Согласно агрегатору рецензий Metacritic, Virgin получил «в целом благоприятные отзывы» на основе средневзвешенной оценки 81 из 100 из 17 оценок критиков. Сайт-агрегатор рецензий AnyDecentMusic? собрал 17 рецензий и дал альбому среднюю оценку 7,6 из 10, основываясь на их оценке критического консенсуса.
Оливия Хорн из Pitchfork написала, что, хотя альбом «в какой-то степени уходит корнями в прошлое [Лорд], это суровая, нежная и часто трансцендентная ода свободе и трансформации», добавив, что «вся эта вещь полна возможностей, блаженно абстрактна, готова к интерпретации. Это похоже на портал в любое место, куда вы хотите отправиться». Майя Джорджи из Rolling Stone написала, что Lorde «переопределяет, кем она хочет быть на своей самой интроспективной пластинке», добавив, что она «не пытается запечатлеть что-то из прошлого, а вместо этого погружается в хаос переосмысления». Джем Асвад из Variety похвалил «доминирующую электронику», которая «идеально соответствует текстам, поднимаясь и отступая вместе с эмоциями, отступая или наваливаясь для усиления воздействия». Алексис Петридис из The Guardian написал, что «звучание Virgin заметно тревожное и грубое», и добавил, что авторство песен Лорд остается таким же «искусным и язвительным», как и на Pure Heroine (2013). Рис Морган из The Skinny высоко оценил авторство песен Лорде и написал: «Несмотря на то, что альбом не открывает совершенно новые горизонты, его сочетание приглушенных текстур и сдержанной теплоты … делает его неизменно убедительным и тихо блестящим».
В неоднозначной рецензии Паоло Рагуза из Consequence написал, что «проблема Virgin, особенно учитывая его краткость, заключается в том, что он не оставляет сильного впечатления», потому что «даже с вокальной убедительностью Лорд, мелодии часто не хватает цепкости и имеют тенденцию к блужданию». Алекс Риготти из NME считает, что «в звуковом плане Лорд делает несколько резких движений, не теряя при этом из виду, кто она такая», хотя «есть моменты, когда продюсирование кажется слегка недооцененным». Джеймс Меллен из The Arts Desk написал: «Изюминка заключается в более энергичных и темповых треках, но кроме „What Was That“ ничто не достигает территории настоящего классического поп-сингла. Virgin — это солидная попытка, но в основном все это мягко и без драматизма».
По словам обозревателя Pitchfork Оливии Хорн, Virgin демонстрирует сильное авторство песен и яркие образы, но его продакшн иногда может показаться повторяющимся и лишенным смелых инноваций. Значительное негативное пространство в музыке создает ощущение потенциала, хотя более креативный продакшн мог бы его усилить.

## Коммерческий успех
Альбом возглавил британский хит-парад (в чарте от 4 июля 2025 года), став первым чарттоппером Лорд в карьере, превысив её прошлые достижения с альбомами Pure Heroine (№ 4, 2012), Melodrama (№ 5, 2017) и Solar Power (№ 2, 2021).
В США диск дебютировал на втором месте в Billboard 200 с тиражом 71000 альбомных единиц, включая 42000 чистых продаж альбома (и № 1 в Top Album Sales, второй раз в карьере) и 29000 стриминговых SEA-единиц. Продажи Virgin за первую неделю были обусловлены доступностью восьми виниловых вариантов (включая два подписанных издания), стандартного CD и цифровой загрузки. Все версии содержали один и тот же список треков. Продажи винила Lorde составили 31 000 — её лучшая неделя на виниле. Ранее все её альбомы были в топ-10: Solar Power (№ 5, 2021), Melodrama (№ 1, 2017) и Pure Heroine (№ 3, 2013). Альбом также впервые возглавил чарты Vinyl Albums, Indie Store Album Sales, Top Rock & Alternative Albums и Top Alternative Albums.

## Список композиций
| №                   | Название                  | Автор(ы) | Продюсер(ы)                 | Длительность |
| ------------------- | ------------------------- | --- | --------------------------- | ------------ |
| 1.                  | «Hammer»                  | Элла Йелич-О’Коннор James Harmon Stack                                                                         | Lorde Jim E-Stack           | 3:13         |
| 2.                  | «What Was That»           | Йелич-О’Коннор Stack                                                                                           | Lorde Jim-E Stack Дэн Нигро | 3:29         |
| 3.                  | «Shapeshifter»            | Йелич-О’Коннор Stack Andrew Aged                                                                               |                             | 4:17         |
| 4.                  | «Man of the Year»         | Йелич-О’Коннор Stack                                                                                           | Lorde Jim E-Stack           | 3:00         |
| 5.                  | «Favourite Daughter»      | Йелич-О’Коннор Stack                                                                                           |                             | 3:28         |
| 6.                  | «Current Affairs»         | Йелич-О’Коннор Fabiana Palladino Louis Anthony Grandison Craig Harrisingh David Harrisingh                     |                             | 3:18         |
| 7.                  | «Clearblue»               | Йелич-О’Коннор Stack                                                                                           |                             | 1:57         |
| 8.                  | «GRWM»                    | Йелич-О’Коннор Stack                                                                                           |                             | 2:35         |
| 9.                  | «Broken Glass»            | Йелич-О’Коннор Stack Nigro                                                                                     |                             | 3:14         |
| 10.                 | «If She Could See Me Now» | Йелич-О’Коннор Palladino Stack William DiSerafino Ronald Ray Bryant Francisco Javier Bautista Jr. Nathan Perez |                             | 2:56         |
| 11.                 | «David»                   | Йелич-О’Коннор Stack                                                                                           |                             | 3:24         |
| Общая длительность: | Общая длительность:       | Общая длительность:                                                                                            | Общая длительность:         | 34:51        |

### Замечания
- «If She Could See Me Now» включает сэмпл песни «Suga Suga[англ.]» (2003), написанной и исполненной Baby Bash[англ.] и Frankie J[англ.].

## Чарты
| Чарт (2025)                                    | Высшая позиция |
| ---------------------------------------------- | -------------- |
| Австралия (ARIA)                               | 1              |
| Австрия (Ö3 Austria)                           | 1              |
| Бельгия/Фландрия (Ultratop)                    | 1              |
| Бельгия/Валлония (Ultratop)                    | 12             |
| Канада (Canadian Albums Chart)                 | 3              |
| Дания (Hitlisten)                              | 12             |
| Нидерланды (Album Top 100)                     | 2              |
| Финляндия (Suomen virallinen lista)            | 20             |
| Франция (SNEP)                                 | 26             |
| Германия (Offizielle Top 100)                  | 3              |
| Греция (IFPI)                                  | 23             |
| Ирландия (Irish Albums Chart)                  | 3              |
| Новая Зеландия (RMNZ)                          | 1              |
| Норвегия (IFPI Norge)                          | 22             |
| Шотландия (Scottish Albums Chart)              | 1              |
| Испания (PROMUSICAE)                           | 13             |
| Швеция (Sverigetopplistan)                     | 14             |
| Швейцария (Schweizer Hitparade)                | 3              |
| Великобритания (UK Albums Chart)               | 1              |
| США (Billboard 200)                            | 2              |
| США (Top Rock & Alternative Albums, Billboard) | 1              |

## История издания
| Регион | Дата         | Формат(ы)                        | Лейбл                 | Ссылка И. |
| ------ | ------------ | -------------------------------- | --------------------- | --------- |
| Разные | 27 июня 2025 | CD LP цифровые загрузки стриминг | Universal New Zealand | [ 69 ]    |